# Adab (Sumer)

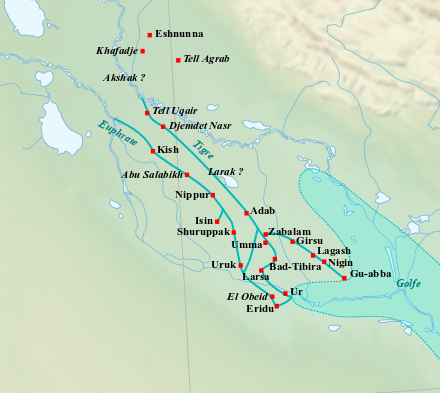
Kaart van Soemer met de ligging van Adab

Adab, gewoonlijk geschreven als UD.NUN.KI was een stad in het oude Soemer tussen Girsu en Nippur op de plaats van het huidige Bismaya in Irak.
De stad maakte een bloeitijd door in de tijd van de derde dynastie van Ur. Er is niet zo veel bekend over de stad. Er is in 1903/04 een niet al te geslaagde opgraving geweest onder leiding van Edgar James Banks, en het wachten is op een betere opgraving en het beschikbaar komen van meer dan de ca. 50 teksten die er nu van bekend zijn.
Het bekendst is Adab van het komische verhaal van de Drie Ossendrijvers van Adab. 
De beschermgodin van de stad was Nintu (Ninmah, Ninhursag, Beleūt-ilī) samen met haar gemaal Ašgi. Nintu's voornaamste heiligdom was de E-mah. Banks legde daar de kleine ziggurat van bloot.

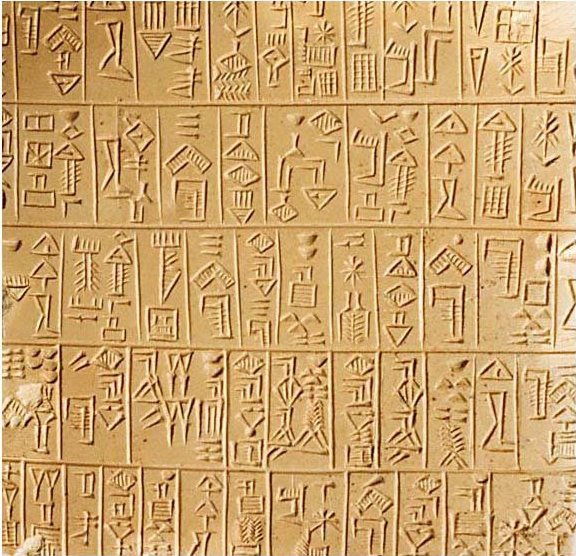
Inscriptie in Soemerische taal uit de 26ste eeuw v.Chr. Het vermeldt : "Giften van de edelen en machtigen van Adab aan de hogepriesteres, ter gelegenheid van haar verkiezing tot de tempel". Het geeft ook een lijst van deze giften